# 1921 în film
- 1920 în cinematografie — 1921 în cinematografie — 1922 în cinematografie

## Premiere românești
- Păcală pe Lună, Aurel Petrescu, film de animație, film pierdut

## Filmele cu cele mai mari încasări

### SUA
| Poziție | Titlu                               | Încasări | Afiș |
| ------- | ----------------------------------- | -------- | ---- |
| 1.      | The Four Horsemen of the Apocalypse |          |      |
| 2.      | The Kid                             |          |      |
| 3.      | The Three Musketeers                |          |      |
| 4.      | The Sheik                           |          |      |
| 5.      | Little Lord Fauntleroy              |          |      |
| 6.      | The Love Light                      |          |      |
| 7.      | Every Woman's Problem               |          |      |
| 8.      | Brewster's Millions                 |          |      |
| 9.      | White and Unmarried                 |          |      |
| 10.     | The Passion Flower                  |          |      |
| 11.     | The Wonderful Thing                 |          |      |
| 12.     | The Idle Class                      |          |      |